# Battle Grand Prix
Battle Grand Prix (バトルグランプリ?, Batoru Guran Puri) è un videogioco di Formula 1 nel quale due giocatori si sfidano sul circuito Grand Prix.

## Modalità di gioco
Ogni automobile si distingue dall'altra in base a qualche dettaglio e per la colorazione; inoltre, i circuiti spaziano dal conglomerato bituminoso al calcestruzzo, rendendo il tutto molto più avvincente, soprattutto quando si guida in circuiti come quello di Toronto o in Islanda.
Il giocatore può scegliere tra quaranta piloti fittizi e ventiquattro squadre. Il gioco utilizza la modalità grafica nota come split screen. Le macchine possono essere aggiustate nel garage e ai pit stop durante le corse. Gli scontri tra vetture obbligano il giocatore a ritirarsi definitivamente dalla gara prima di aver compiuto tutti i giri necessari per il completamento ordinario.
Le uniche due cose alle quali il giocatore deve stare attento sono la benzina e la manutenzione dei freni.
Ci sono tre livelli di difficoltà: Principiante, Professionista ed Esperto.

## Modalità
- Survival: bisogna portare a termine la corsa finendo in una determinata posizione
- Campionato
- VS
- Slot